# ギターのレッスン (バルテュスの絵画)
『ギターのレッスン』（フランス語: La Leçon de guitare、英語:The Guitar Lesson）は、フランスの画家バルテュスが描いた1934年の絵画。1949年に、似た構図と題材で、紙と鉛筆で描かれた同名の作品がある。
「バルテュスといえば必ず引用される作品」と評されることもある。

## 概要
オルガンのある室内で、胸を露わにした若い女性の膝の上に横たわる少女。下半身に何も着けておらず、気絶したような顔をしている。少女の手元の床には無造作に置かれたギターがある。絵画の右下の床の部分に「Balthus 1934」の署名がある。
挑発的な作品であるとされており、1934年のピエール画廊でいずれもバルテュスの作品である『アリス』、『街路』（フランス語）、『キャシの化粧』と共に展示されたが、『ギターのレッスン』の周りにはカーテンが引かれ、一部の来訪者だけが鑑賞した。この他、1977年のニューヨークの個展にも出品されている。晩年のバルテュスはこの絵について「当時あまりにも困窮していたため、早く名を上げたいと思って描いた」とデヴィッド・ボウイに語っている。
個人蔵であり、現在はスタブロス・ニアルコス宅の寝室に掛かっているという。この絵画はバルテュスの様々な画集に収載された。